# 茂金属

茂金属通常的化学结构如图，M代表金属离子。

茂金属（英语：metallocene）是一类有机金属化合物，典型的是由两个环戊二烯阴离子（茂基，简写为Cp，即C5H5-）和二价氧化态金属中心连接而成，通式为(C5H5)2M。
与茂金属密切相关的为茂金属衍生物，如二氯二茂钛、二氯二茂钒等。
某些茂金属及其衍生物表现出催化剂的性质，尽管在工业生产中很少用到。如[Cp2ZrCH3]+相关的第四族元素阳离子茂衍生物，可以催化烯烃聚合。茂金属属于夹心型配合物中的一类。
右侧的茂金属结构示意图中，两个五边形表示两个环戊二烯离子，五边形中的圆圈表示这个结构稳定且具有芳香性。图中所示的构象为交错式构象。

## 定义

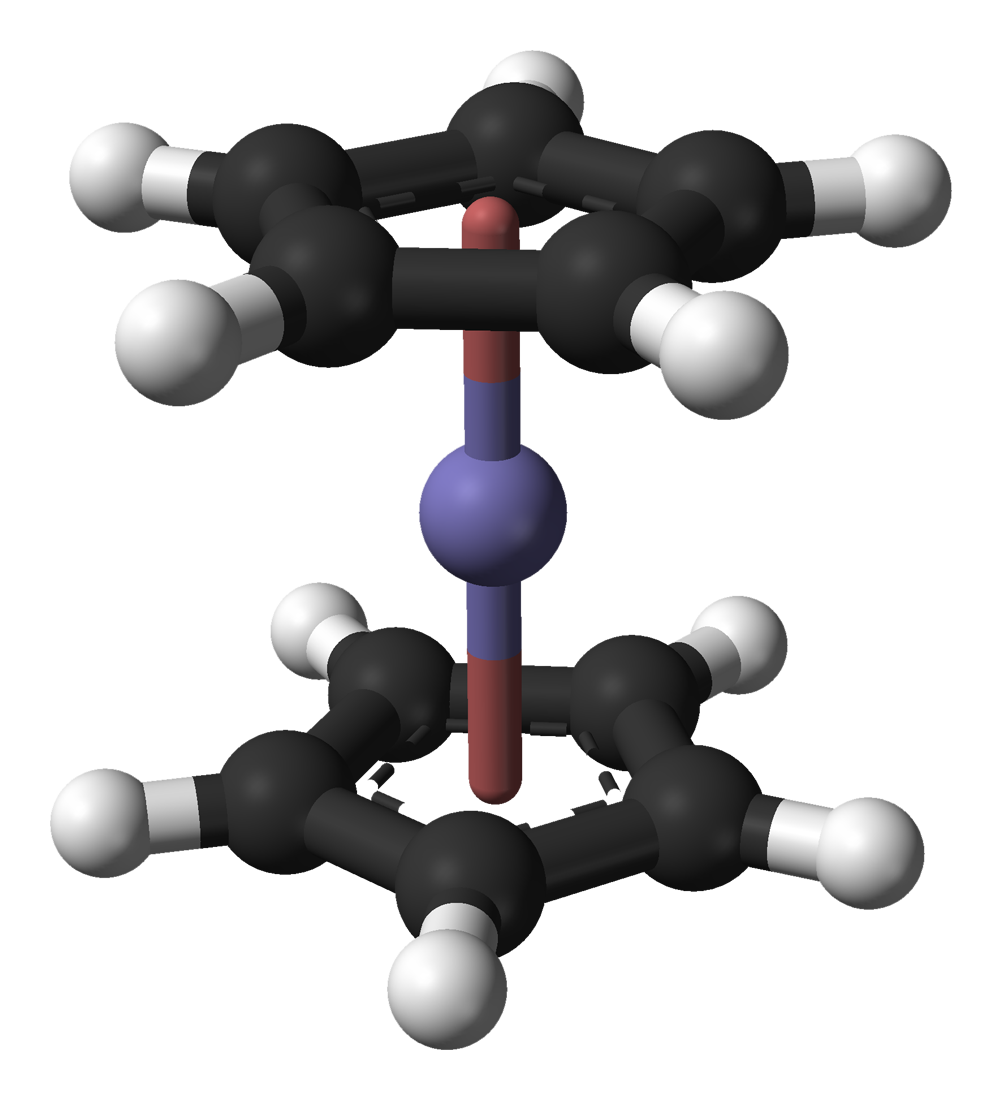
茂金属分子的球棍模型示意图，环戊二烯单元构象为交错式，紫色圆球代表金属离子。

茂金属名称中的“茂”来自于“環戊二烯”中的“戊”字，上加草字頭表示配體為具有芳香性的環戊二烯基負離子。根据IUPAC的定义，茂金属包含一个过渡金属原子和两个环戊二烯配体，结构为夹心结构，两个环戊二烯离子共平面，键长和键强度都相等。按照哈普托數命名法，一个环戊二烯的5个碳原子构成的等效键，用η5表示。也有例外情况，如双环辛四烯合铀是由两个环辛四烯环夹着一个铀原子。
IUPAC对茂金属的定义较为严格，要求化合物具有D区金属和夹心结构。但在习惯命名中，非过渡态金属化合物如Cp2Ba，或非共平面的芳香环及衍生物如二茂锰和二氯二茂钛（Cp2TiCl2）也被归为茂金属及其衍生物一类。
据报道，某些含錒系元素的茂金属化合物中三个环戊二烯配体与一个金属中心配合，均以η5键连接。

## 茂金属的合成、性质和结构

### 合成
大多数茂金属由环戊二烯基钠与金属卤化物制备而得到：
MCl2  +  2 NaC5H5  →  M(C5H5)2  +  2 NaCl
其他制备方法也有很多。六羰基铬和環戊二烯在二乙胺存在下反应，可以直接制得二茂铬；反应中，環戊二烯去质子化后，经过还原反应，使质子转化为氢气，有利于金属中心的氧化。
Cr(CO)6 + 2 C5H6  →   Cr(C5H5)2 + 6 CO + H2

### 性质
茂金属通常具有较高的热力学稳定性。二茂铁在空气中加热到超过100°C也不会分解。可以用升华法提纯茂金属。
电中性的茂金属在普通的有机溶剂中可溶。烷基取代衍生物溶解性特别好，甚至在烷烃溶剂中也可溶。

### 结构
MCp2的结构随M-C的键长增加而发生变化，与价电子数相关，遵照18電子規則。
| M(C5H5)2 | rM-C (pm) | 价电子数 |
| -------- | --------- | -------- |
| Fe       | 203.3     | 18       |
| Co       | 209.6     | 19       |
| Cr       | 215.1     | 16       |
| Ni       | 218.5     | 20       |
| V        | 226       | 15       |

(C5R5)2M型的茂金属中，环戊二烯环的旋转能垒很低。晶体X光衍射研究发现存在重叠式和交错式两种异构体。在非取代茂金属中，两种构象的能量差只有几千焦/摩尔。二茂铁和二茂锇晶体在低温下呈现重叠式构象，而在相关的双（五甲基环戊二烯）结晶时通常为交错式，因为这样的构象可以减少甲基间的空间位阻。

## 茂金属衍生物
- 柄型茂金属：在两个环戊二烯环之间包含分子内桥环的茂金属衍生物。

- 三层复合物：三个环戊二烯阴离子和两个金属阳离子交叠而成的化合物，如[Ni2Cp3]+。

- 茂金属阳离子：最著名的是铁茂阳离子，[Fe(C5H5)2]+，由二茂铁氧化而得。茂金属的阴离子极少发现。

## 另请参阅
- 配合物

- 二茂鐵
- 金屬茂基配合物